# 博恭王妃経子
博恭王妃 経子（ひろやすおうひ つねこ、1882年〈明治15年〉9月23日 - 1939年〈昭和14年〉8月18日）は、日本の皇族。伏見宮博恭王の妃。旧名は、徳川 経子（とくがわ つねこ）。身位は王妃で、皇室典範における敬称は殿下。徳川幕府15代将軍・徳川慶喜の9女。母は、側室の新村信。高松宮妃喜久子の伯母にあたる。徳川慶喜の母・吉子女王を通じて、霊元天皇の5世孫でもある。

## 経歴
生後まもなく山田友次郎に預けられる。1885年（明治18年）10月、徳川邸に戻る。1889年（明治22年）7月、姉・筆子、妹・糸子ら姉妹6人で静岡から東京に移る。同年9月、華族女学校に入学。1891年（明治24年）4月、明治天皇の第6皇女子・常宮昌子内親王、第7皇女子・周宮房子内親王の遊び相手として、姉・国子、妹・糸子とともに赤坂離宮に招かれる。1897年（明治30年）1月9日、華頂宮博恭王と結婚。1904年（明治37年）1月15日、華頂宮から伏見宮に復籍。
1939年（昭和14年）7月下旬、左胸肋膜炎になり、体調が悪化。同年8月18日、熱海の伏見宮別邸にて薨去。
墓地は東京都文京区の豊島岡墓地。

## 栄典
勲章等
| 受章年                    | 略綬 | 勲章名                     | 備考 |
| ------------------------- | ---- | -------------------------- | ---- |
| 1898年（明治31年）5月28日 |      | 勲二等宝冠章               |      |
| 1906年（明治39年）11月3日 |      | 勲一等宝冠章（宝冠大綬章） |      |
| 1906年（明治39年）4月1日  |      | 明治三十七八年従軍記章     |      |
| 1928年（昭和3年）11月10日 |      | 大礼記念章（昭和）         |      |

## 血縁
- 父：徳川慶喜
- 母：新村信
- 夫：伏見宮博恭王
- 子：
  - 第1王子：博義王（1897年 - 1938年） - 海軍大佐。一条実輝公爵の娘朝子と結婚する。
  - 第1王女：恭子女王（1898年 - 1919年） - 1918年、侯爵浅野長武に降嫁。
  - 第2王子：博忠王（1902年 - 1924年） - 博恭王の後を継ぎ華頂宮を継承。海軍中尉。その死によって華頂宮は断絶。
  - 第3王子：博信王（1905年 - 1970年） - 1926年、華頂姓を賜り臣籍降下（侯爵）。華頂宮の祭祀を継承する。海軍大佐。
  - 第2王女：敦子女王（1907年 - 1936年） - 伯爵清棲幸保（伏見宮邦家親王第15王子清棲家教の養子、真田幸民伯爵三男）に降嫁。
  - 第3王女：知子女王（1907年 - 1947年） - 久邇宮朝融王妃。
  - 第4王子：博英王（1912年 - 1943年） - 伏見姓を賜り臣籍降下（伯爵）。海軍少佐。戦死。

※敦子女王と知子女王は双生児である。